# 持明院 (広島市)
持明院（じみょういん）は、広島県広島市東区にある真言宗（広島県真言宗教団）の寺院である。

## 概要
本尊は広島市女原爆遺族会より寄進された聖観世音菩薩像。山号は嶺松山。歓喜寺と称する。
1593年に開山。戦前までは大覚寺派に属し弥勒菩薩を本尊としていたが、現在の広島平和記念公園前（ニッセイ平和公園ビル付近）にあったため原爆にて焼失。戦後同地にて再建。1967年に現在の地に移転。
広島新四国八十八ヶ所霊場24番霊場札所に指定されている。

## 縁起
文禄2年（1593年）に秀栄和尚が毛利公より寺領を賜り旧・木挽町（現・中島町：平和公園前）に開山。別名を「松之坊」と言われた。
「木挽町」は、戦前、「材木町」「天神町」という町と並び、現在の平和公園前・平和大通りあたりにあった。その町名が表すようにこの界隈は戦前、木材問屋や材木店が数多く商いをしていた。 また、現在の土橋・堺町界隈には多くの商店や問屋もあり、県北や瀬戸内海から多くの材木や商品が船によって搬入搬出され、当時は広島の物流拠点であった。
そのため、持明院は海上交通安全や商売繁盛・家内安全・諸願成就などの祈願所として当時、鎮守「金毘羅大権現」ならびに「歓喜天」が多くの篤い信仰を得ていたとされ、遠くは周防まで及んでいたことが現在の境内に残る被爆手水鉢の寄進者名からも窺える。
移転前は爆心地から500ｍほどの場所にあったため、原爆投下により全て焼失。
兵役より復員してきた当時の住職が檀信徒の協力を得て、戦後まもなくに同場所にて本堂を再建し、復興。
しかしながら、昭和42年（1967年）、市街地の都市開発などにより、復興を遂げた都会の喧騒から、より閑静な信仰の場を求め、現在の地（東区戸坂）へ移転。
昭和52年（1977年）、境内に水子地蔵尊及び身代六地蔵尊を建立。これにより地域では「戸坂のお地蔵さん」として知られている。
平成16年（2004年）、1階に檀信徒会館（慈光ホール）を併設した現本堂が落成。

## 御本尊
原爆で亡くなられた広島市立高等女学校の教職員生徒の遺族の方々により昭和30年（1955年）に奉納された聖観世音菩薩が御本尊。
犠牲となられた先生生徒679柱の御霊が聖観世音菩薩の大慈大悲に包まれ「永遠に安らかに」との悲願が込められている。

## 市女原爆追悼碑（広島市立高等女学校職員生徒原爆追悼碑）
戦時中、建物疎開作業のために、市内に学徒動員されていた旧広島市立高等女学校の教職員生徒合わせて679名が原爆の犠牲となった。
生徒たちが被爆した場所はかつて持明院があった場所近くであり、当時の住職が当山の再興中に犠牲者の遺骨を発見。持明院にて安置供養した縁で、昭和26年（1951年）に広島市女原爆遺族会により当時の境内へ追悼碑が建立された。その後、当山の移転に伴い追悼碑も現在の境内へ移設。昭和52年（1977年）には33回忌に際し由緒を記した石碑が追悼碑脇に建立された。
生徒たちが被爆した場所付近である平和公園南側の平和大橋西詰のたもとには、広島市女原爆遺族会によって同校の後身である舟入高校敷地内に当初建立されたもう一つの慰霊追悼の碑「広島市立高女原爆慰霊碑（広島市立高等女学校原爆慰霊碑）」が昭和32年（1957年）に移設され、毎年8月6日には同慰霊碑前で舟入・市女同窓会の主催により慰霊式典が開催されている。

### 碑文
教え子を水槽に入れ、自は　掩ひとなりて逝きし師のあり、万歳の声をいまわに倒れゆきし　清き乙女の赤き血の色、ゆきゆきて帰らぬ人の面影をしのびて夜半の古枯をきく　　　　　　
昭和二十六年八月六日　宮川雅臣

## 御詠歌
持つ人の　心によりて　鏡さえ　明るくも見え　曇りても見ゆ

## 交通
バス
広島ゴルフ場前停留所・徒歩3分
車
広島インターから10分 安芸大橋から2分